# Bolleville (Mancha)
Bolleville foi uma comuna francesa na região administrativa da Normandia, no departamento da Mancha. Estendia-se por uma área de 6,09 km². Em 2010 a comuna tinha 380 habitantes (densidade: 62,4 hab./km²).
Em 1 de janeiro de 2016, passou a formar parte da nova comuna de La Haye.